# Арнозела
Арнозела (порт. Arnozela; МФА: [aɾ.nu.ˈze.ɫɐ]) — парафія в Португалії, у муніципалітеті Фафе. Розташована в північно-західній частині країни, на теренах історичної португальської провінції Дору-Міню. Входить до складу округу Брага. За адміністративним поділом, чинним до 1976 року, терени парафії були складовою провінції Міню. Належить до Бразької архідіоцезії Католицької церкви. Патрон — свята Евлалія. Площа — 3,6237 км². Населення — 270 ос. (2011). Слабо урбанізований регіон. Густота населення — 74,51 осіб/км²
. Код — 030706.

## Населення
| Кількість мешканців | Кількість мешканців | Кількість мешканців | Кількість мешканців | Кількість мешканців | Кількість мешканців | Кількість мешканців | Кількість мешканців | Кількість мешканців | Кількість мешканців | Кількість мешканців | Кількість мешканців | Кількість мешканців | Кількість мешканців | Кількість мешканців |
| ------------------- | ------------------- | ------------------- | ------------------- | ------------------- | ------------------- | ------------------- | ------------------- | ------------------- | ------------------- | ------------------- | ------------------- | ------------------- | ------------------- | ------------------- |
| 1864                | 1878                | 1890                | 1900                | 1911                | 1920                | 1930                | 1940                | 1950                | 1960                | 1970                | 1981                | 1991                | 2001                | 2011                |
| 534                 | 291                 | 355                 | 275                 | 594                 | 542                 | 624                 | 719                 | 823                 | 523                 | 430                 | 387                 | 372                 | 292                 | 265                 |